# Остров (Тюменская область)
О́стров — деревня в Уватском районе Тюменской области России. Входит в состав Ивановского сельского поселения.

## География
Деревня находится в северной части Тюменской области, в пределах юго-восточной части Западно-Сибирской равнины, на правом берегу реки Иртыш, на расстоянии примерно 9 км (по прямой) к югу от села Уват, административного центра района.
Климат
Климат характеризуется как континентальный, с длительной (около 5 месяцев) морозной зимой и тёплым достаточно продолжительным (3 — 3,5 месяца) летом. Средняя многолетняя температура самого холодного месяца (января) составляет −21 — −19 °С, температура самого тёплого (июля) — около 17 °С. Безморозный период длится в течение 110—120 дней. Средняя продолжительность периода с температурой выше 10 °С составляет 92—110 дней, а период с температурой выше плюс 15 °С — 60—70 дней.
Часовой пояс
Деревня Остров, как и вся Тюменская область, находится в часовой зоне МСК+2. Смещение применяемого времени относительно UTC составляет +5:00.

## Население
| 2010 |
| ---- |
| 9    |

Половой состав
По данным Всероссийской переписи населения 2010 года, в гендерной структуре населения мужчины составляли 55,6 %, женщины — соответственно 44,4 %.
Национальный состав
Согласно результатам переписи 2002 года, в национальной структуре населения русские составляли 96 % из 23 чел.